# Taylor Tolleson
Taylor Tolleson, né le 13 juillet 1985 à Pacific Grove (Californie, États-Unis), est un cycliste américain.

## Biographie
Taylor Tolleson passe professionnel à l'âge de 21 ans au sein de l'équipe TIAA CREF, qui devient plus tard l'équipe Garmin-Chipotle. Il est recruté par l'équipe BMC Racing en 2008. En 2008 et 2009, il obtient plusieurs résultats qui lui permettent de garder la confiance du staff malgré la montée en puissance de l'équipe et un ancrage de plus en plus international qui pousse l'équipe à ne pas renouveler nombre de coureurs américains.
Le 23 juillet 2009, alors qu'il roule sur sa moto, il est percuté sur une autoroute californienne par un automobiliste sous l'emprise de la drogue qui s'enfuit le laissant pour mort sur le bord la route. Victime d'un grave traumatisme crânien et d'une fracture d'une vertèbre, Taylor Tolleson doit mettre un terme à sa carrière.

## Palmarès
- 2005
  - 5e étape de la Cascade Classic
- 2007
  - 6e étape du Tour de Toona
- 2008
  - Tour de Leelanau